# Склоништа за избеглице
Склоништа за избеглице су структуре које се крећу од најпривременијих смештаја у шаторима преко прелазних склоништа до изградње привремених насеља. Настају након сукоба или природних катастрофа као привремени боравак за жртве које су изгубиле или напустиле своје домове. Избеглице и интерно расељена лица су људи који беже из својих домова или земаља порекла услед природних катастрофа, рата и политичког или верског прогона у потрази за уточиштем и пресељењем. Избеглице које живе у овим склоништима могу бити приморане да живе у просторима препуним, бучним, прљавим, болешћу пуним, где је хиљаде породица скучено и преживљава из дана у дан.
Избеглице и интерно расељена лица се често могу наћи како живе у избегличким камповима или камповима за интерно расељена лица више од једне деценије. Дизајнерски модели, програми помоћи у случају катастрофе и питања поседовања земљишта играју велику улогу у напредовању опоравка и категоризацији насеља као привремених.

## Циљеви
Дизајн привремених кућа је посебно важан јер су то први простори који пружају одређени степен нормалности након катастрофе. Привремени смештај је у почетку моделиран само да би се узеле у обзир виталне и функционалне потребе жртава током периода пресељења. Агенције дизајнирају своје моделе са циљем да задовоље основне потребе појединаца, поред стварања свести о потреби за „домом“ уместо само склоништа након принудног пресељења. Након катастрофа, пошто људи трпе потпуни слом у друштвеним, економским и физичким аспектима живота, постоји хитна потреба за заштитом и склоништем. Привремени смештај са минималним условима живота је скоро увек ограничен и донекле укључује просторе за живот, спавање и дружење, као и просторе за припрему хране, личну хигијену и приватност. Основне фазе и дизајн окружења након катастрофе имају за циљ стварање идеалне ситуације укључујући привремени смештај који је практичан, помаже у психолошком опоравку и еколошки осетљив.

## Услови живота
Катастрофе, посебно оне изазване природом, често су праћене брзим одговором са хуманитарном помоћи. Хитна хуманитарна помоћ се фокусира на одговор на хитну потребу за обнављањем основних услуга, медицинског третмана и медицинских потрепштина, хране и привременог склоништа; и представља краткотрајан, напоран и често импровизован рад. За разлику од већине нормалних грађевинских пројеката, стамбени пројекти након катастрофе су разнолики по природи, имају јединствене друштвено-културне и економске захтеве и изузетно су динамични. Због непосредне потребе за ресурсима, склоништем и медицинским услугама које су настале услед катастрофе или сукоба, обично се примењује брзо, приступачно и доступно решење у облику шатора. Циљ склоништа за избеглице је да заштити породице од спољашњих опасности и да створи простор ради заштите њихове приватности и да врати осећај сигурности.

### Шатори
За већину избегличке и интерно расељене популације којој је пружена директна помоћ преко владиних или хуманитарних група, постоје кампови са хиљадама људи који живе у малим шаторима у извиђачком стилу. Ова склоништа за хитне случајеве састоје се од непланираних и спонтано тражених локација које су намењене само да обезбеде заштиту од непогода и типично се граде на великим отвореним површинама. Једноставне структуре шатора, груписане у „град шатора“, обично су направљене од платнених војних шатора који се критикују због тога што су тешки, гломазни, неизоловани, лоше направљени и што труну за мање од годину дана. У избегличким камповима широм света сусрели су се велики проблеми – на пример, они брзо постају пренасељени, неудобни и несигурни.

### Секундарна катастрофа
Привременим стамбеним решењима често недостаје неколико квалитета домова који су у овој фази значајни за жртве, као што су прозори, топлина, боја, простор и сигурност. Проблем буке такође негативно доприноси приватности станара привремених кућа. У суседним кућама хронични су звуци плача људи након земљотреса или друге катастрофе. Додатну штету изазива киша, што доводи до поплава или цурења гаса које често изазива пожаре. У овим секундарним катастрофама, привремене стамбене јединице често постају нефункционалне, а жртве катастрофе поново постају бескућници. Други проблеми су: недостатак приватности, недостатак приватног живота; недостатак простора; сви чланови породице присиљени да спавају у истом простору; недостатак могућности да се узму у обзир осећања других, укључујући страх и тугу; временски услови; болести; постојање јавних тоалета и њихова санитарија; брига о хигијени; тоалети су стално заузети; недостатак воде, укључујући за прање веша и прање судова; проблеми са грејањем, хлађењем, струјом; влажност; цурење кишнице у стамбени простор; присуство инсеката; недостатак прозора; недостатак сунчеве светлости у кућама; превоз до и од локације становања; тешкоће у добијању хране; и недовољан број склоништа. Све ово жртве могу схватити као секундарну катастрофу. Цитат новинарке која бележи свакодневни живот избеглица у Палестини изражава њена осећања након што је први пут посетила камп:
„Улазећи у избеглички камп, осећам да улазим у неки средњовековни гето. Ходам уском уличицом, заобилазећи отворени канализациони канал. Пролазим поред десетина једнособних и двособних кућа, свака наслоњена на другу за ослонац. Налазим се у гету без улица, тротоара, башта, дворишта, дрвећа, цвећа, тргова или продавница – међу искорењеним, апатридима, раштрканим људима који су, као и Јевреји пре њих, у трагичној дијаспори. Пролазим поред безброј мале деце, треће генерације Палестинаца рођених у гету који има скоро исто дугу историју као и сама држава Израел. Неко је рекао да је за сваког Јеврејина који је доведен да створи нову државу, један палестински Арапин искорењен и остављен без дома.“ 

## Дизајн разматрања
Када се разматрају хитни, привремени, смештајни услови, следеће чињенице се везују за успех таквог склоништа и напора за пружање помоћи:
- цена (колико по склоништу? цена ресурса? трошкови живота?)
- доступност (да ли су доступни неопходни ресурси? да ли су доступни под притиском/време? ко ће их обезбедити?)
- време транспорта (колико дуго ће бити потребни неопходни материјали?)
- време подешавања (колико је потребно за постављање? колико људи је потребно? шта ако недостају делови?)
- квалитет (од чега је направљен? да ли штити од животне средине?)
- трајност (колико треба да траје? да ли се лако може оштетити, да ли може да се поправи?)
- величина (број особа по соби, кухиња? простор за прање? простор за спавање?)
- обезбеђење (да ли кућа има браву? има ли прозора? да ли је окружена другим склоништима за хитне случајеве? да ли се ствари могу оставити безбедно?)
- отпорност на временске услове (заштита од услова околине, екстремне врућине, екстремне хладноће, ветра, кише)
- дизајн / изглед (боја? естетика? да ли је културолошки осетљив? верски простор? да ли је близу природе?)
- приватност (одвојене собе? браве на вратима?)
- бука
- чистоћа
- удаљеност до посла/ школе/ верских служби/ тоалета.

Горе представљена питања су често непотпуно одговорена и узета у обзир када се припрема решење након катастрофе.

### Укључивање корисника
Пошто најефикасније политике помоћи и реконструкције произилазе из учешћа преживелих у одређивању и планирању сопствених потреба, успешан рад група за помоћ зависи од одговорности да се апелује на локалну помоћ и њиховог укључења. Психолози и хуманитарне групе сугеришу да је то корисно и за појединца и за учешће заједнице у финансирању сопствених програма склоништа, посебно трајне реконструкције. Показало се да укључивање потенцијалних корисника не само у погледу давања гласа у склоништу, већ и у пројектовању, планирању и изградњи склоништа доприноси ублажавању бола и патњи. Архитекте и психолози су сарађивали како би конструисали моделе дизајна који су холистички и функционални, обезбеђујући и најосновније, физичке потребе, као и психолошка очекивања од реалности након катастрофе.

## Улоге и одговорности
У неким случајевима, сав терет помоћи и олакшица стављен је на националну владу, док је у другим одговорност различита на више нивоа власти и спољне помоћи. Реконструкција је уско повезана са поседовањем земљишта, владином политиком и свим аспектима планирања коришћења земљишта и инфраструктуре. Управљање ресурсима и доступност су увек конзистентан проблем у хитном опоравку, али је било успеха када се помоћ нађе што је више могуће локално.
Канцеларија Високог комесаријата Уједињених нација за избеглице или УНХЦР, је агенција Уједињених нација која штити и подржава избеглице. Када је УНХЦР први пут основан, сматрало се да су материјални аспекти помоћи избеглицама (нпр. смештај, храна) одговорност владе домаћина. Како су се многе новије велике избегличке заједнице у свету појавиле у мање развијеним земљама, УНХЦР је добио додатну улогу координације материјалне помоћи за избеглице и повратнике. Иако ово није био првобитни мандат УНХЦР-а, координација материјалне помоћи је постала једна од његових главних функција уз заштиту и промоцију решења.

## Иновативне праксе
Постоји велики број иновативних приступа изградњи привремених склоништа, али мало њих успева на терену. Архитекта Шигеру Бан дизајнирао је привремене и трајне структуре са папирним цевима као темељном структуром, коришћеним након земљотреса у Кобеу 1995. Институт Cal-Earth је такође развио "Superadobe" који користи вреће песка и бодљикаву жицу за формирање склоништа за хитне случајеве за помоћ у катастрофама.
Шигеру Бан је јапански архитекта познат по иновацијама са рециклираним папиром/картоном и брзо и ефикасно је сместио жртве катастрофе. Почео је да ради са картонским цевима у сарадњи са УНХЦР-ом током хуманитарне кризе у ратом разореној Руанди 1994. године. Дизајниран за једноставну изградњу од стране неквалификоване радне снаге, свака јединица у облику штале састоји се од оквира од папирне цеви прекривеног пластичним церадама. Цилиндри обложени полиуретаном су повезани спојевима иверице и ужетом, што резултира веома стабилном, водоотпорном структуром која максимизира унутрашњи простор. Сандуци пуњени песком служе као платформа и под за склоништа и штите од поплава, кише и снега. Папир је јефтин, ниско-технолошки, може се рециклирати и заменити. Како је пројектовано, за изградњу је потребно мање од шест сати.
Поред тога, социјално предузеће Better Shelter и УНХЦР развили су модуларно склониште за избеглице у сарадњи са ИКЕА фондацијом (филантропски огранак велике компаније за намештај која се истиче по свом једноставном постављању и масовној производњи). Ови модели укључују лагане полимерне плоче причвршћене на челични оквир. Потребно им је само око четири сата да се саставе и долазе упаковани са панелима, цевима, конекторима и жицама, са ЛЕД светлом на соларно напајање унутра са УСБ утичницом.
Упркос бројним покушајима — картонске куће Шигеру Бана, склониште Better Shelter, Superadobe и још многим — пројектовање одговарајућег склоништа које обухвата све неопходне карактеристике за избеглице наставља да буде континуиран процес који укључује и архитекте и психологе.